# زیردریایی یو-۲۴۱
زیردریایی یو-۲۴۱ (به انگلیسی: German submarine U-241) یک زیردریایی بود که طول آن ۶۷٫۱ متر (۲۲۰ فوت ۲ اینچ) و ارتفاع آن ۹٫۶۰ متر (۳۱ فوت ۶ اینچ) بود. این زیردریایی در سال ۱۹۴۳ ساخته شد.